# 上樋脇駅
上樋脇駅（かみひわきえき）は、かつて鹿児島県薩摩郡樋脇町大字塔之原（現・薩摩川内市樋脇町塔之原）に設置されていた、日本国有鉄道（国鉄）宮之城線の駅（廃駅）である。1987年（昭和62年）1月10日、宮之城線の廃止に伴い、廃駅になった。

## 歴史
- 1959年（昭和34年）11月23日：樋脇駅 - 入来駅間に、旅客駅（無人駅）として開業[2]。
- 1987年（昭和62年）1月10日：宮之城線の全線廃止に伴い、廃駅となる[1]。

## 駅構造
廃止時は、1面1線の単式ホームを有する地上駅であり、無人駅であった。

## 現状
現在は、プラットホームと待合室が一部削られているが、ほぼ完全な形で残っている。線路が敷かれていた場所はコンクリートで固められ、道路化されている。ただし、この道路には行き止まりとなることを示す看板があるため、通り抜けはできない。なお、駅付近には開設記念碑が建っている。
林田産業交通（現・鹿児島交通）へのバス転換後は、当駅代替のバス停はない。

## 隣の駅
日本国有鉄道
宮之城線
樋脇駅 - 上樋脇駅 - 入来駅